# Universidad Rutgers

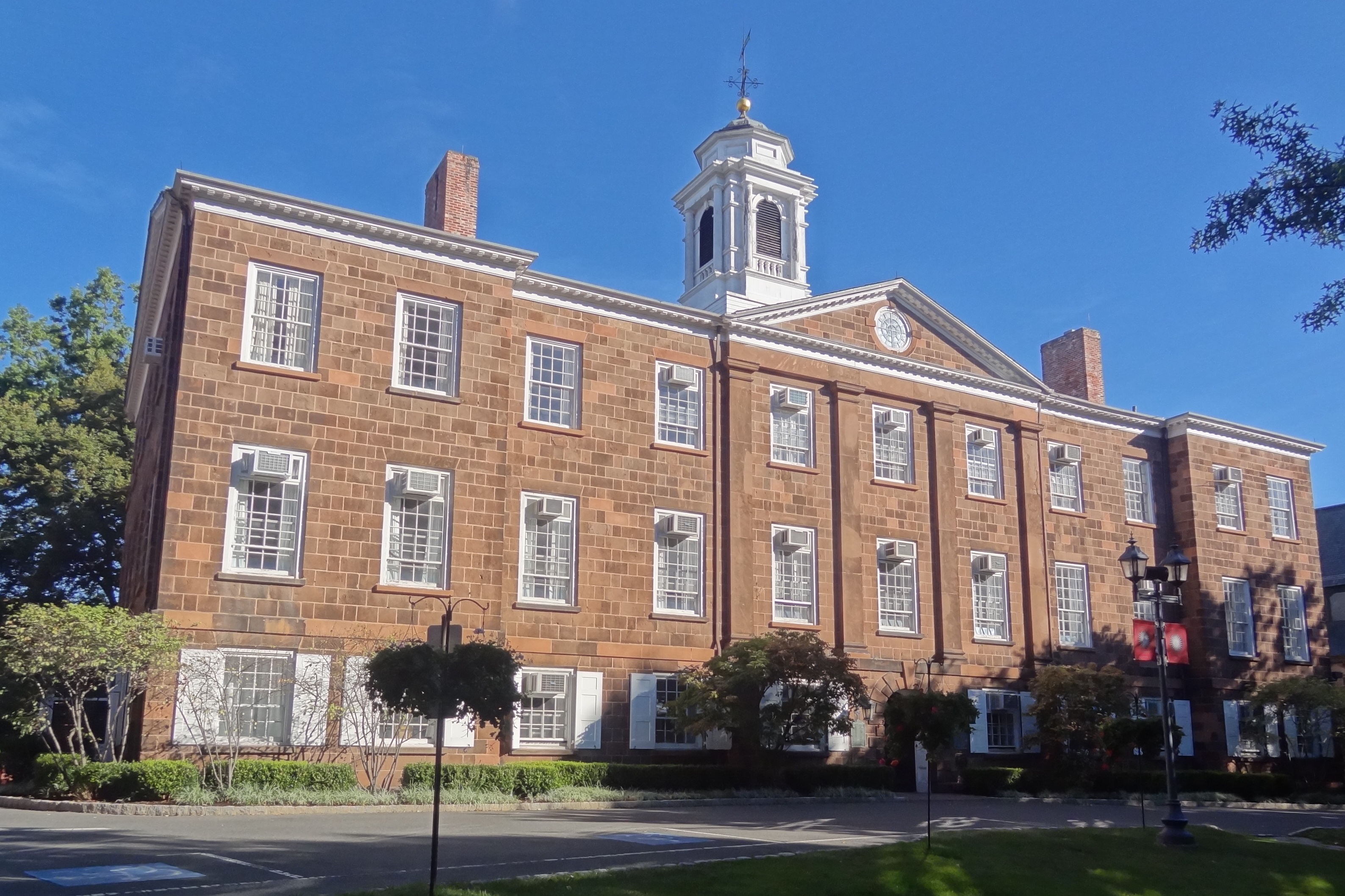
El edificio Old Queens, el más antiguo de la universidad, construido entre 1809 y 1825.

La Universidad Rutgers (en inglés: Rutgers University ; pronunciado /rʌtɡərz/), es la mayor institución de educación superior en Nueva Jersey (Estados Unidos).
El Consejo fue constituido originalmente como el Queen's College en 1766 y es la octava universidad más antigua en los Estados Unidos. Rutgers fue originalmente una universidad privada afiliada a la Iglesia Reformada neerlandesa que admitía solamente estudiantes varones; posteriormente evolucionó y actualmente es una universidad pública no sectaria, mixta y de investigación que no mantiene exigencias religiosas sobre sus alumnos. Rutgers es una de las dos únicas universidades coloniales que luego se reconvirtieron en las universidades públicas (la otra es The College of William and Mary). Su nombre rinde homenaje al coronel Henry Rutgers.
Rutgers fue designada la Universidad Estatal de Nueva Jersey por actos de la legislatura de Nueva Jersey en 1945 y 1956. Los tres campus de Rutgers están en Nuevo Brunswick y Piscataway, Newark y Camden. El campus de Newark era anteriormente la Universidad de Newark, que se fusionó con Rutgers en 1946, y el campus de Camden fue creado en 1950 por el Colegio de South Jersey. 
Rutgers es la universidad más grande en el sistema educativo universitario del estado de Nueva Jersey, y ocupó el puesto número 54 en una encuesta de 2008 realizada por el Instituto de Educación Superior de la Universidad Jiao Tong de Shanghái entre el mundo académico. La universidad ofrece más de 100 licenciaturas distintas, cien másteres y ochenta programas de doctorado y profesionales a través de 175 departamentos académicos y 29 escuelas y colegios, 16 de los cuales ofrecen programas de estudios de posgrado.

## Esclavitud y racismo
El primer volumen de la serie Scarlet and Black (2016) editado por Marisa J. Fuentes y Deborah Gray White aborda la historia esclavista de la universidad, detallando la posesión de esclavos de algunos de sus fundadores, presidentes y financistas, así como sus posturas anti-abolicionistas, sus relaciones con el tráfico de esclavos y el desplazamiento forzado de poblaciones nativas. Un ejemplo de esta historia es la de Jacob Hardenbergh, uno de los primeros presidentes de la universidad, conocido como el reverendo Hardenbergh en el Queen’s College, y cuyos familiares eran dueños de los padres de Sojourner Truth.El estudio también encontró que muchos de los miembros ligados a la institución fueron parte activa de la American Colonization Society.

## Deportes

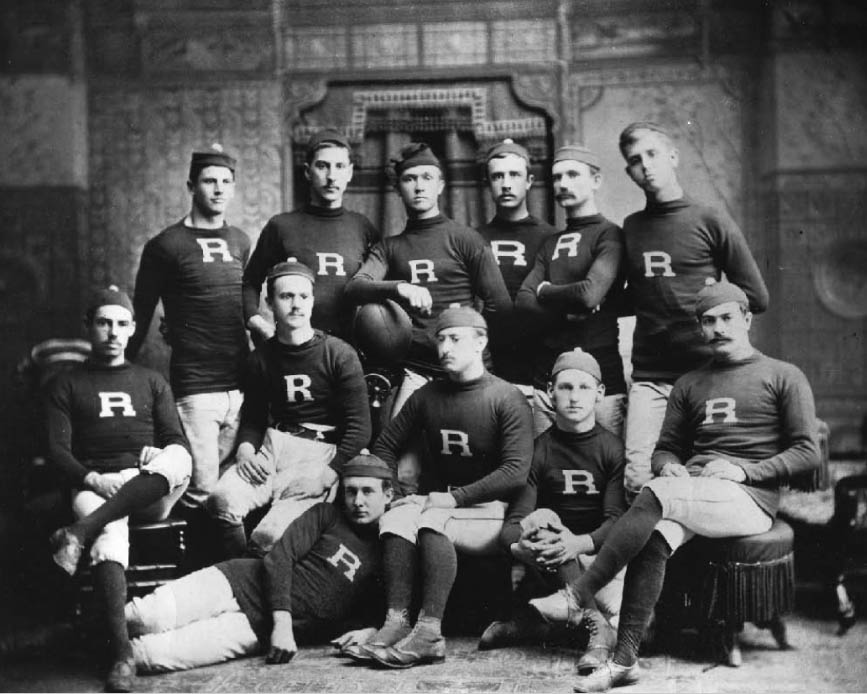
Equipo de Rutgers en 1882.

### Fútbol americano
Rutgers presume de ser el lugar de nacimiento del fútbol americano universitario, ya que allí se disputó el primer partido entre universidades de la historia, jugando contra el College of New Jersey (hoy en día Universidad de Princeton) el 6 de noviembre de 1869. A pesar de su larga historia, hoy en día está considerado uno de los peores equipos de la NCAA, sobre todo en las tres últimas décadas. En 138 años, sólo han jugado 3 partidos bowl de segunda fila, ganando uno y perdiendo los otros dos.

### Baloncesto
El mayor logro de la sección de baloncesto fue el llegar a la Final Four de la NCAA en 1976, acabando en cuarta posición, tras perder en semifinales contra la Universidad de Míchigan y contra UCLA en el partido por el tercer puesto.
Un total de 9 jugadores han jugado en la NBA tras pasar por Rutgers, destacando Roy Hinson y Quincy Douby.